# Assèguils
Assègils o els Assèguils és un indret i partida de terra del municipi de Tarrés (Garrigues)
L'indret és un fondal conreat amb cereals al nord del nucli principal de Tarrés, entre els fondals de Comadivines i el racó de Moscarró (en algunes guies: Boscarró).
A l'indret dels Assèguils hi ha dos antics forns de calç, el forn del Joan Roig i el forn del Rabadà.
S'hi pot accedir des de Tarrés seguint la carretera LV-2012 en direcció a Fulleda fins al Km 21, on a l'esquerra surten diversos camins. També es pot resseguir la Ruta de la Calç que transita pels Assègils.